# Rabbino
1. Zugot
2. Tannaim
3. Amoraim
4. Savoraim
5. Gaonim
6. Rishonim
7. Acharonim

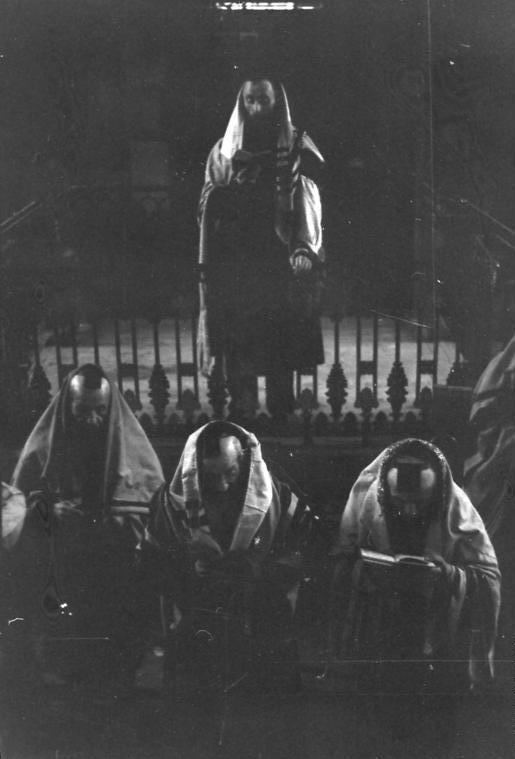
Polonia, gennaio 1941: rabbini raccolti in sinagoga, Bundesarchiv

Un rabbino (dall'ebraico biblico רַבִּי‎, rabī – AFI: [ˈʁäbi]–, "mio maestro"), o anche rabbi, nella cultura ebraica è uno studioso che si è distinto per i suoi studi ed è un autorevole insegnante della Tōrāh e della legge mosaica (Torat Mosheh), considerato la guida spirituale della propria comunità ebraica. Rebbetzin (uso in yiddish comune tra gli aschenaziti; abbreviato in reb) o rabbanit (in ebraico e usato tra gli ebrei sefarditi) è il titolo dato alla consorte dei rabbini ortodossi, haredi o chassidici. 
Il rabbino, per svolgere i suoi compiti, deve inoltre aver ricevuto la semikhah (conferimento della carica) ed è autorizzato, secondo la tradizione ebraica, a decidere su necessità comunitarie ed Halakhiche particolari, come quelle legate alle regole alimentari o rituali, e generali, come nel confronto religioso, interreligioso, etico e morale.
In molti luoghi oggi e nel corso della storia, i rabbini e gli studiosi della Torah hanno avuto e ancora hanno il potere di censurare le persone che li insultano.

## Etimologia e pronuncia
La parola originaria rabbi deriva dalla radice semitica ר-ב-ב‎ (R-B-B) che in aramaico biblico significa "grande" in molti sensi, tra cui "riverito", ma appare principalmente come prefisso nelle forme di status constructus. La radice è imparentata con l'arabo ربّ‎ rabb, che significa "signore" (usato generalmente quando si parla di Dio, ma anche di signori terreni).  La parola si può paragonare a quella siriaca ܪܒܝ, rabi.
Nell'ebraico antico, rabbi era un termine titolare usato quando si parlava ad un superiore, nella seconda persona, simile al vocativo. Quando invece si parlava di un superiore, nella terza persona si poteva dire ha-rav ("il Maestro") o rabbo ("il suo Maestro"). In seguito il termine divenne un titolo formale per i membri del Patriarcato. Il titolo acquisì quindi una forma plurale irregolare: רַבָּנִים‎, rabbanim.
Il rabbino non è un'occupazione che si riscontra nella Bibbia ebraica, e le antiche generazioni non utilizzavano titoli correlati, come rabban, ribbi o rab per descrivere i saggi babilonesi e i dotti di Israele. I titoli rabban e rabbi vengono menzionati per la prima volta nella Mishnah (circa 200 d.C.). Il termine fu usato inizialmente con Rabban Gamaliel il Vecchio, Rabban Shimon suo figlio e Rabban Jochanan Ben Zakkai, che furono tutti patriarchi o presidenti del Sinedrio.
 

Il titolo "rabbi" appare (in greco antico: ῥαββί?, rhabbi) nei vangeli di Matteo, Marco e Giovanni nel Nuovo Testamento, in cui viene usato per riferirsi agli "Scribi e Farisei" come anche a Gesù.

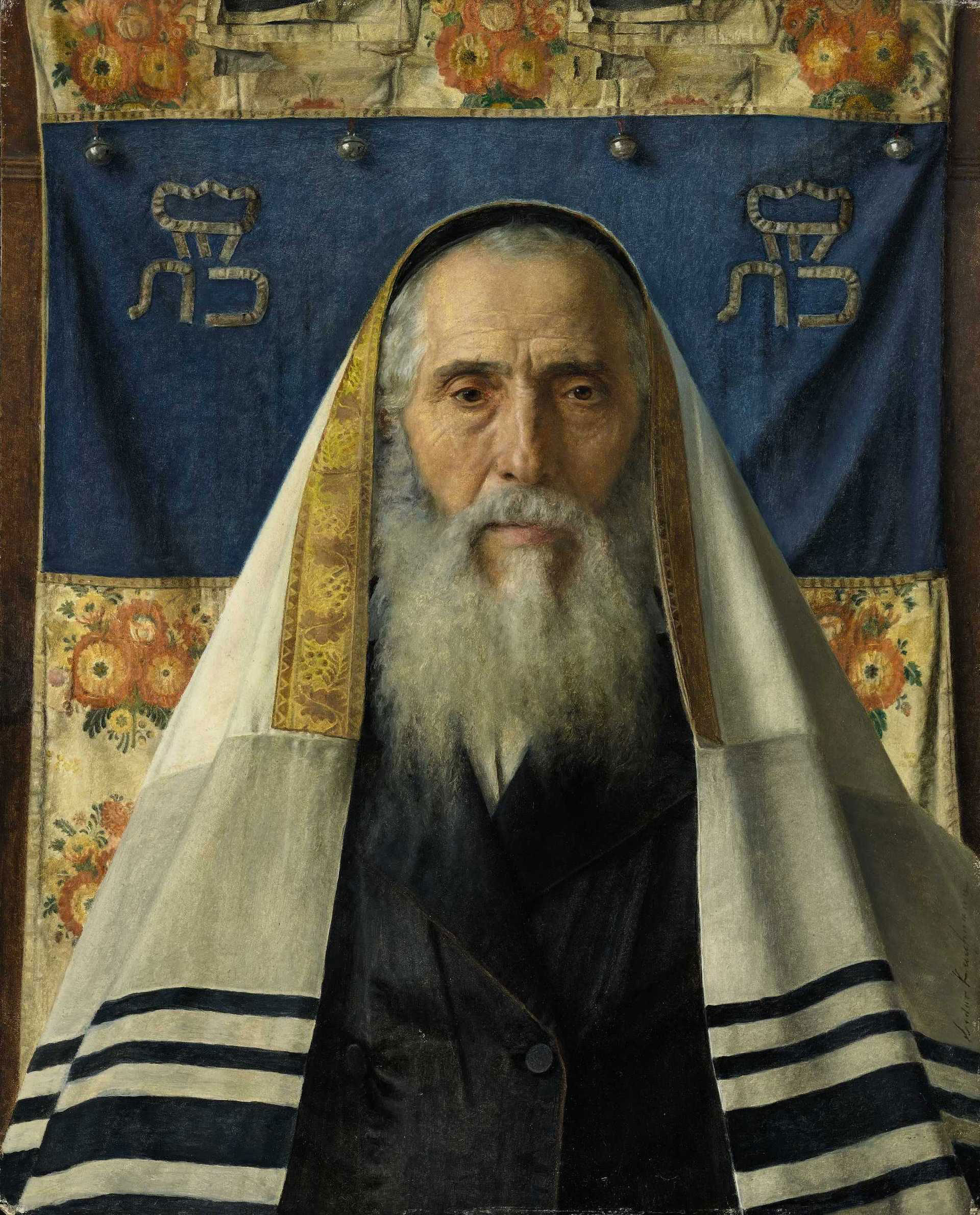
Ritratto di un rabbino con lo scialle da preghiera, di Isidor Kaufmann

Gli ebrei sefarditi e yemeniti pronunciano la parola רִבִּי‎, ribbī. Altre varianti sono: [rəvī] e, in lingua yiddish, [rebbə].
La pronuncia in ebraico moderno רַבִּי‎, rabi, deriva da un'innovazione del XVIII secolo apportata ai Siddur aschenaziti (libri di preghiera), sebbene tale vocalizzazione si riscontri anche in alcune fonti antiche. 
Sebbene l'uso di הָרַבִּים‎, rabbim ("molti", "la maggioranza, la moltitudine") avvenga per indicare l'assemblea della comunità, nei Manoscritti del Mar Morto non esiste prova che sostenga un'associazione con il titolo successivo di "rabbi/rabbino".

## Storia
I governi dei regni di Israele e di Giuda erano basati su un sistema di re ebraici, di profeti, autorità giuridiche del tribunale del Sinedrio e autorità rituali del sacerdozio. I membri del Sinedrio dovevano ricevere la loro ordinazione (semikhah) derivata da una linea ininterrotta di trasmissione che partiva da Mosè, ma invece di essere indicati come "rabbini" erano più frequentemente chiamati giudici (dayanim), simili ai shoftim o "giudici" del Libro dei Giudici.
Ci si aspettava che tutti questi personaggi fossero pieni di saggezza e conoscenza della Torah e dei comandamenti, che li rendevano quindi "rabbini" nel senso moderno della parola. Ciò viene illustrato da un insegnamento vecchio di duemila anni presente nella Mishnah, l‘Etica dei Padri (Pirkei Avot), che parla di Re Davide:
Con la distruzione dei due Templi a Gerusalemme, la fine della monarchia ebraica ed il declino delle due istituzioni dei profeti e dei sacerdoti, il fulcro della leadership accademica e spirituale all'interno del popolo ebraico si spostò verso i saggi della Grande Assemblea (Anshe Knesset HaGedolah). Tale assemblea era composta dai primi gruppi di "rabbini" nel senso più moderno della parola, in gran parte perché avevano cominciato la formulazione ed esegesi di quello che divenne nota come "Legge orale" dell'Ebraismo (Torah SheBe'al Peh). Questa fu poi codificata e riportata nella Mishnah e nel Talmud e successiva tradizione rabbinica, portando a ciò che è noto come Ebraismo rabbinico.

### Saggi ebrei
Il titolo "rabbi" veniva portato dai saggi dell'antico Israele, che erano ordinati dal Sinedrio secondo la consuetudine tramandata dagli anziani. Erano chiamati Ribbi e ricevevano l'autorità di giudicare casi penali. Rab è il titolo dei saggi babilonesi che insegnavano nelle accademie talmudiche di Babilonia.
Dopo la soppressione del Patriarcato e del Sinedrio da parte di Teodosio II nel 425, non ci furono più ordinazioni formali in senso stretto. Un dotto ebreo riconosciuto poteva essere chiamato Rab o Hacham, come i saggi babilonesi. La trasmissione della conoscenza da maestro a discepolo rimase di enorme importanza, ma non esisteva nessuna qualifica rabbinica formale in quanto tale.

### Medioevo

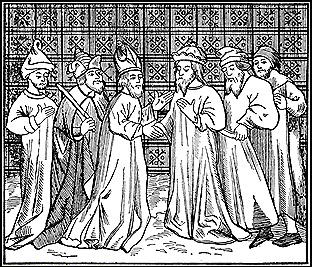
Rabbini del XIII secolo (illustrazione della Jewish Encyclopedia, 1906)

Maimonide afferma che ogni comunità è obbligata a nominare un predicatore e studioso che ammonisca e guidi la comunità stessa, insegnando la Torah, e l'istituzione sociale, che egli descrive, è il "germe" del moderno rabbinato congregazionale. Nel XV secolo in Europa centrale, crebbe l'usanza di qualificare gli studiosi con un diploma che consentisse loro di essere chiamati Mori (il mio insegnante). In quel periodo il titolo venne contestato come hukkat ha-goy (imitazione dei modi dei Gentili), in quanto si riteneva che assomigliasse al conferimento del dottorato nelle università cristiane. Tuttavia il sistema si diffuse ed è tale diploma che viene indicato come semikhah (ordinazione) al giorno d'oggi.

### Secoli XVIII-XIX
Nella Germania e Stati Uniti del XIX secolo, i compiti del rabbino divennero sempre più influenzati dai doveri del pastore protestante cristiano, per cui il titolo "rabbino del pulpito". Sermoni, consulenza pastorale, il rappresentare la comunità all'esterno, tutto ciò aumentò di importanza. Ora i rabbini non ortodossi, su base quotidiana, trascorrono più tempo in queste funzioni tradizionalmente non rabbiniche di quanto non facciano nell'insegnare o rispondere a domande sulla legge e filosofia ebraiche. All'interno dell'Ebraismo ortodosso moderno, i rabbini si occupano ancora e principalmente di insegnamento e questioni di Legge ebraica (Halakhah), ma hanno sempre più a che fare con le succitate funzioni pastorali. Il "National Council of Young Israel" dell'Ebraismo ortodosso e il "Rabbinical Council of America" dell'Ebraismo ortodosso moderno hanno istituito programmi supplementari programmi di formazione pastorale per il loro rabbini.

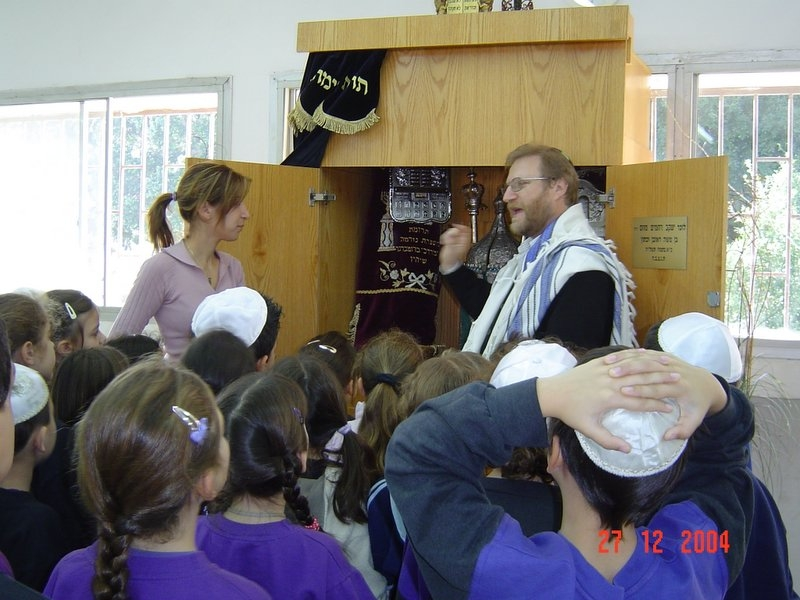
Rabbino che insegna ai bambini (2004)

Tradizionalmente, i rabbini non sono mai stati intermediari tra Dio e gli esseri umani. Tale idea era di norma considerata al di fuori dei confini della teologia ebraica. A differenza delle guide spirituali di molte altre fedi, i rabbini non vengono considerati investiti di poteri o abilità speciali.

### Autorità
L'accettazione delle credenziali rabbiniche coinvolge sia questioni di praticità sia di principio.
In pratica, le comunità e gli individui in genere tendono a seguire l'autorità del rabbino che hanno scelto come loro leader (chiamato da alcuni con il titolo mara d'atra) su questioni di legge ebraica. Possono inoltre riconoscere che altri rabbini abbiano la stessa autorità altrove, ma per decisioni e pareri per loro importanti si basano sulle decisioni del proprio rabbino.
Lo stesso schema vale all'interno di comunità più ampie, che vanno dalle comunità chassidiche alle organizzazioni rabbiniche o congregazionali: in tale ambito, si riscontra una struttura formale o de facto di autorità rabbinica che è responsabile per i membri della comunità.

## Onori
Secondo il Talmud, è un comandamento (mitzvah) alzarsi in piedi davanti ad un rabbino o studioso della Torah, e anche di fronte alle loro consorti, rivolgendosi loro con rispetto. Anche i Kohanim (sacerdoti) devono onorare i rabbini e gli studiosi della Torah, tuttavia se il sacerdote è più erudito del rabbino, non si deve alzare in piedi.

## Formazione e conferimento
Tradizionalmente si ottiene la semikhah dopo aver completato un impegnativo programma di apprendimento dei codici della Halakhah (Legge ebraica) e dei responsa.
La forma più generica di semikhah è lo Yore yore ("egli insegnerà"). La maggioranza dei rabbini posseggono tale titolo; a volte vengono chiamati moreh hora'ah ("insegnante delle norme"). Una forma più avanzata di semikhah è lo Yadin Yadin ("egli giudicherà"). Questo permette al destinatario di giudicare i casi di legge pecuniaria, tra le altre responsabilità. Sebbene il recipiente possa a questo punto essere formalmente considerato come dayan ("giudice"), la stragrande maggioranza mantiene il titolo di rabbi/rabbino. Solo una piccola percentuale di rabbini ottiene questo tipo di ordinazione. Anche se non è strettamente necessario, molti rabbini ortodossi sostengono che un Beth Din (tribunale della legge ebraica) debba essere costituito da dayanim.

### Ebraismo ortodosso

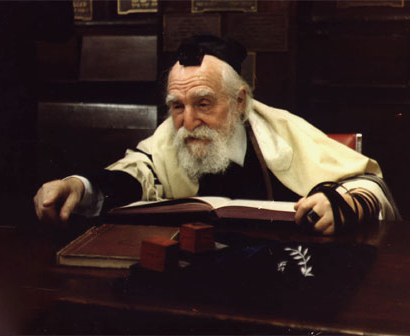
Rabbi Moshe Feinstein, rinomata autorità rabbinica dell'Ebraismo ortodosso del XX secolo

Una semikhah ortodossa richiede il completamento di un programma rigoroso che comprende la Legge ebraica ed i responsa in linea con l'antica tradizione. Studenti rabbinici ortodossi studiano per acquisire conoscenze del Talmud, dei Rishonim e Acharonim (primi e successivi commentatori medievali) e della Legge ebraica. Studiano sezioni dello Shulchan Aruch (legge ebraica codificata) ed i suoi commentari principali che riguardano domande sulla vita quotidiana (come le leggi del kosher, Shabbat, ed i precetti di purezza famigliare). I rabbini ortodossi in genere studiano nelle yeshivah, che sono apposite scuole religiose. Gli studenti rabbinici dell'Ebraismo ortodosso moderno, come quelli della Yeshiva University, studiano alcuni elementi della teologia o filosofia moderne, così come le opere rabbiniche classiche su tali argomenti.
I requisiti di ammissione in una yeshivah ortodossa includono una solida base nel diritto ebraico, liturgia, studio talmudico, e lingue correlate (ad esempio, ebraico, [lingua aramaico e in alcuni casi yiddish). Poiché gli studi rabbinici tipicamente confluiscono da altri studi della yeshivah, coloro che cercano una semikhah non sono in genere tenuti ad avere completato una formazione universitaria. Ci sono alcune eccezioni a questa regola, tra cui la Yeshiva University, che impone a tutti gli studenti rabbinici di completare una laurea prima di accedere al programma e un master o equivalente prima dell'ordinazione. La scuola rabbinica "Yeshivat Chovevei Torah" di New York richiede anche una laurea breve prima di entrare nel programma.
Il 22 marzo 2009, l'Istituto Ebraico di Riverdale (New York), sinagoga ortodossa, ha tenuto una cerimonia ufficiale che concedeva a Sara Hurwitz il titolo MaHaRa”T – Manhigah Halakhtit Ruchanit Toranit (titolo avvicinabile a quello di "rabbino"). Tuttavia alcuni leader ortodossi, come il Rabbinical Council of America, ha contestato tale ordinazione affermando che non era in regola con i dettami dell'ortodossia; in ogni modo, alla Hurwitz non è stato dato il titolo specifico di "rabbino".

### Ebraismo haredi

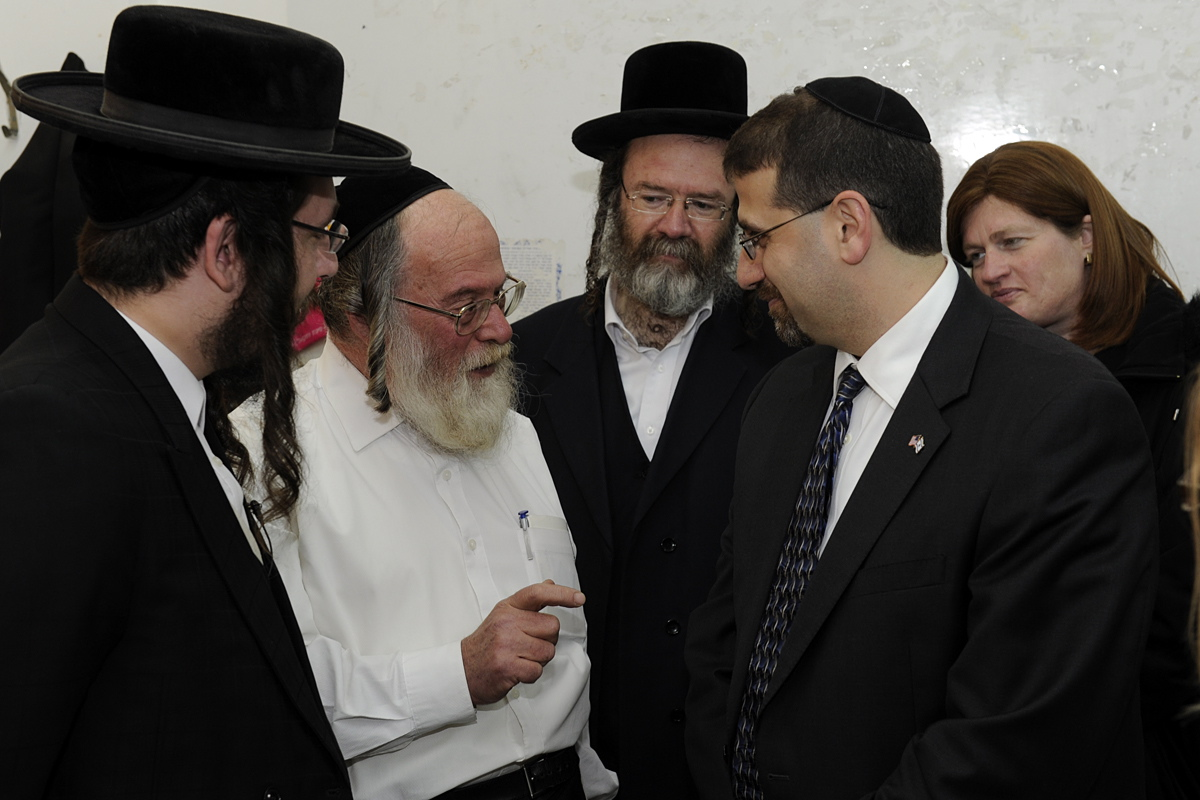
Rabbini haredi

Mentre alcune yeshivah haredi (comprese quelle chassidiche) (comunemente note anche come "scuole o accademie rabbiniche/talmudiche") accordano la semikhah ufficiale a molti studenti che desiderano diventare rabbini, la maggior parte degli studenti all'interno delle yeshivah si impegnano nello studio della Torah o del Talmud senza l'obiettivo di diventare rabbini o di ottenere posizioni ufficiali.
Il curriculum per ottenere la semikhah ("ordinazione") come rabbini per gli haredi e gli studiosi chassidici è lo stesso come sopra descritto per tutti gli studenti ortodossi che desiderano ottenere il titolo ufficiale di "rabbino" ed essere così riconosciuti.
All'interno del mondo chassidico, le posizioni di leadership spirituale sono tramandate dinasticamente all'interno di famiglie rinomate, di solito da padre in figlio, mentre un esiguo numero di studenti ottengono l'ordinazione ufficiale per diventare dayan ("giudici") nei tribunali religiosi, o poskim ("decisori" di legge ebraica), come anche insegnanti nelle scuole chassidiche. Lo stesso vale per le yeshivah Litvish non chassidiche, che sono controllate da Rosh Yeshivah nominati dinasticamente, e la maggior parte degli studenti non acquisisce il rabbinato, anche dopo molti anni di studio post laurea nei Kollel.
Alcune yeshivah, come la "Yeshiva Chofetz Chaim" (a New York) e la "Yeshiva Ner Yisrael" (a Baltimora, Maryland), incoraggia gli studenti ad ottenere una semikhah e soprattutto a servire come rabbini nelle altre yeshivah o scuole diurne ebraiche. Altre yeshivah, come la "Yeshiva Chaim Berlin" (Brooklyn, New York) o la "Yeshiva Mirrer" (a Brooklyn e Gerusalemme), non hanno un "programma rabbinico/semikhah" ufficiale per formare rabbini, ma forniscono la semikhah in base al "bisogno", se e quando ad uno dei loro studenti anziani viene offerta una posizione rabbinica, ma solo con l'approvazione dei loro rispettivi rosh yeshivah.
Di conseguenza, nel mondo dell'Ebraismo haredi, la parola ed il titolo di "rabbi/rabbino" dato liberamente è spesso disapprovato e deriso, poiché secondo loro tale titolo, che era a suo tempo importante, è stato degradato in tempi moderni. Questa è una delle ragioni per cui gli haredim preferiscono usare nomi in ebraico che indicano titoli rabbinici basati su antiche tradizioni, come per esempio: Rav (che denota un "[grande] rabbino"), HaRav ("il [grande] rabbino"), Moreinu HaRav ("il nostro insegnante [grande] rabbino"), Moreinu ("il nostro insegnante"), Moreinu VeRabeinu HaRav ("il nostro insegnante e nostro rabbino/maestro il [grande] rabbino"), Moreinu VeRabeinu ("il nostro insegnante e nostro rabbino/maestro"), Rosh Yeshivah ("[il] direttore [della] yeshivah"), Rosh HaYeshiva ("capo [della] yeshivah"), "Mashgiach" (per Mashgiach ruchani) ("guida spirituale/supervisore"), Mora DeAsra (o Mara d'atra, "insegnante/decisore" [di] questo luogo"), HaGaon ("il genio"), Rebbe ("[nostro/mio] rabbi"), HaTzadik ("il giusto/santo"), "ADMOR" (abbreviaz. di Adoneinu Moreinu VeRabeinu - "nostro maestro, nostro insegnante e nostro rabbino") o spesso semplicemente Reb, che è una forma abbreviata di rebbe che può essere usata da/per qualsiasi maschio ebreo sposato a seconda delle situazioni specifiche.

### Ebraismo conservatore e masorti

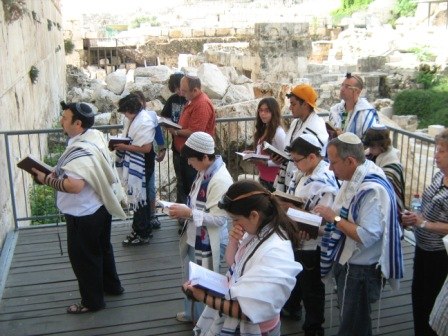
Gruppo di studio masorti

L'Ebraismo conservatore (o ebr. masorti, "tradizionale") conferisce l'ordinazione rabbinica dopo la conclusione di un rigoroso programma sui codici della Legge ebraica e dei responsa, secondo la tradizione ebraica. Ulteriori requisiti includono lo studio di: Bibbia ebraica, Mishnah e Talmud, la letteratura Midrash, l'etica ebraica e rispettive tradizioni, i codici di legge ebraica, la letteratura dei responsa conservatori, opere ebraiche sia tradizionali che moderne di teologia e filosofia.
L'Ebraismo conservatore ha requisiti di studio meno severi, per il Talmud e lo studio dei responsa, rispetto all'ortodossia, ma aggiunge le seguenti materie come requisiti per l'ordinazione rabbinica: la cura pastorale e la psicologia, lo sviluppo storico dell'Ebraismo, esegesi biblica accademica.
I requisiti di ammissione allo studio rabbinico conservatore includono una base approfondita di diritto ebraico e liturgia, conoscenza della lingua ebraica, familiarità con la letteratura rabbinica, il Talmud, e il completamento di un diploma universitario di laurea. Gli studenti rabbinici di solito guadagnano una laurea magistrale secolare (ad esempio, un master in Letteratura ebraica) dopo la laurea breve. L'ordinazione viene conferita dallo Ziegler School of Rabbinic Studies a Los Angeles, dalla scuola rabbinica dello Jewish Theological Seminary a New York, dallo Schechter Institute of Jewish Studies a Gerusalemme, dallo Jewish Theological Seminary/Università degli Studi Ebraici di Budapest e dal Seminario Rabinico Latinoamericano a Buenos Aires (Argentina).
La maggior parte dei seminari conservatori ordinano come rabbini e cantori anche le donne e le persone apertamente gay/lesbiche .

### Ebraismo riformato
L'Ebraismo riformato è una forma liberale di ebraismo. I suoi studi rabbinici includono d'obbligo la cura pastorale, lo sviluppo storico dell'Ebraismo, e la critica biblica accademica, oltre al tradizionale studio dei testi rabbinici. Gli studenti devono inoltre acquisire esperienza rabbinica pratica lavorando a una congregazione.
Tutti i seminari riformati ordinano come rabbini e cantori le donne e le persone apertamente gay/lesbiche.
Il seminario dell'Ebraismo riformato negli Stati Uniti è lo Hebrew Union College-Jewish Institute of Religion. Ha sedi a Cincinnati, New York, Los Angeles e a Gerusalemme. Oltre alla formazione e all'ordinazione delle donne e delle persone apertamente gay/lesbiche come rabbini e cantori, il Collegio forma e ordina come rabbini le persone apertamente transessuali.
Nel Regno Unito i movimenti dell'Ebraismo riformato e di quello liberale gestiscono il Leo Baeck College per la formazione e ordinazione di rabbini, e in Germania l'Ebraismo progressista amministra il Collegio Abraham Geiger per ordinare rabbini in Europa.

### Seminari non associati alle correnti principali
Ci sono diverse possibilità per ricevere l'ordinazione rabbinica da altri seminari non tenuti dalle maggiori confessioni ebraiche. Tra questi si includono seminari gestiti da piccoli movimenti non associati a denominazioni specifiche e chiamati in inglese (dato che si basano quasi esclusivamente in paesi anglofoni) "nondenominational", o anche "transdenominational" e "postdenominational".

Simbolo del Movimento Umanista

- L'Ebraismo laico umanista gestisce l‘"International Institute for Secular Humanistic Judaism", che attualmente ha due centri d'attività: uno in Gerusalemme e l'altro a Farmington Hills, nel Michigan (USA). Entrambi gli istituti ordinano sia uomini che donne, ma non cantori. Entrambi inoltre ordinano come rabbini persone sia gay sia lesbiche.
- Il Rinnovamento giudaico offre un programma di ordinazione rabbinica, ALEPH, ma non ha una sede/campus centrale. ALEPH ordina donne e uomini che desiderano diventare rabbini e/o cantori. Ordina anche persone apertamente gay o lesbiche.
- L'Ebraismo ricostruzionista gestisce il Reconstructionist Rabbinical College con sede in Pennsylvania e ordina sia donne che uomini (e persone apertamente lesbiche e gay) come rabbini e cantori.
- La "Academy for Jewish Religion" di New York dal 1956, come anche la "Academy for Jewish Religion" di Los Angeles dal 2000 hanno seminari non associati a specifiche correnti ebraiche. Il Collegio Ebraico (Hebrew College) vicino a Boston gestisce una scuola rabbinica dall'autunno del 2003. Questi seminari sono accettati da tutti i rabbini non ortodossi come seminari rabbinici validi e ordinano sia uomini che donne (e persone apertamente gay e/o lesbiche). Gli ebrei ortodossi invece non considerano valide tali ordinazioni poiché tali seminari non ritengono vincolante la Halakhah ortodossa.
- Il "Jewish Spiritual Leaders Institute" (JSLI) fondato a New York nel 2010, offre un programma di formazione rabbinica e corsi online su Internet, ordinando sia donne sia uomini al di fuori di qualsiasi corrente ebraica, per dare la possibilità a ebrei non associati a specifiche congregazioni confessionali (e a coppie miste) di praticare la propria fede. Promuovo l'Universalismo ebraico, affermando che esistono molti percorsi per arrivare all'Uno. JSLI ha ordinato il suo primo gruppo di rabbini nell'agosto del 2011.[28] Ordina inoltre persone apertamente gay e/o lesbiche.
- Il "Rabbinical Seminary International" è un seminario rabbinico di New York, che ordina donne e uomini (e persone apertamenbte gay e/o lesbiche), ma non ordina cantori. È un seminario rabbinico transdenominational nella tradizione neochassidica.[29]
- L‘"Union for Traditional Judaism" (UTJ), una propaggine dell'ortodossia di sinistra e dell'Ebraismo conservatore di destra, gestisce un seminari nondenominational nel New Jersey;[30] tale seminario è riconosciuto da tutti i rabbini non ortodossi. La grande maggioranza degli ebrei ortodossi invece non riconosce l'ordinazione conferita dallo UTJ. L'UTJ ordina solo uomini come rabbini e cantori, ma non ordina uomini apertamente gay.
- Lo "Hebrew Seminary of the Deaf" (Seminario ebraico dei non udenti) è un seminario rabbinico nondenominational sito nell'Illinois, che ordina sia donne che uomini (e persone apertamente lesbiche e/o gay) come rabbini, ma non come cantori.[31]
- Il "Kohenet Institute", presso l‘Isabella Freedman Jewish Retreat Center nel Connecticut, offre un corso biennale di studio a donne che desiderano essere ordinate come "sacerdotesse ebraiche".[32] "Kohenet" is a feminine variation on "kohan", meaning priest.[32] La formazione offerta dal Kohenet Institute include attività spirituali nella natura che reputano risalire al giudaismo prerabbinico.[32] La sacerdotessa ebraica può, secondo l'Istituto Kohenet, agire in qualità di rabbino, ma i due ruoli non sono concomitanti.[33]

### Conferimento a donne

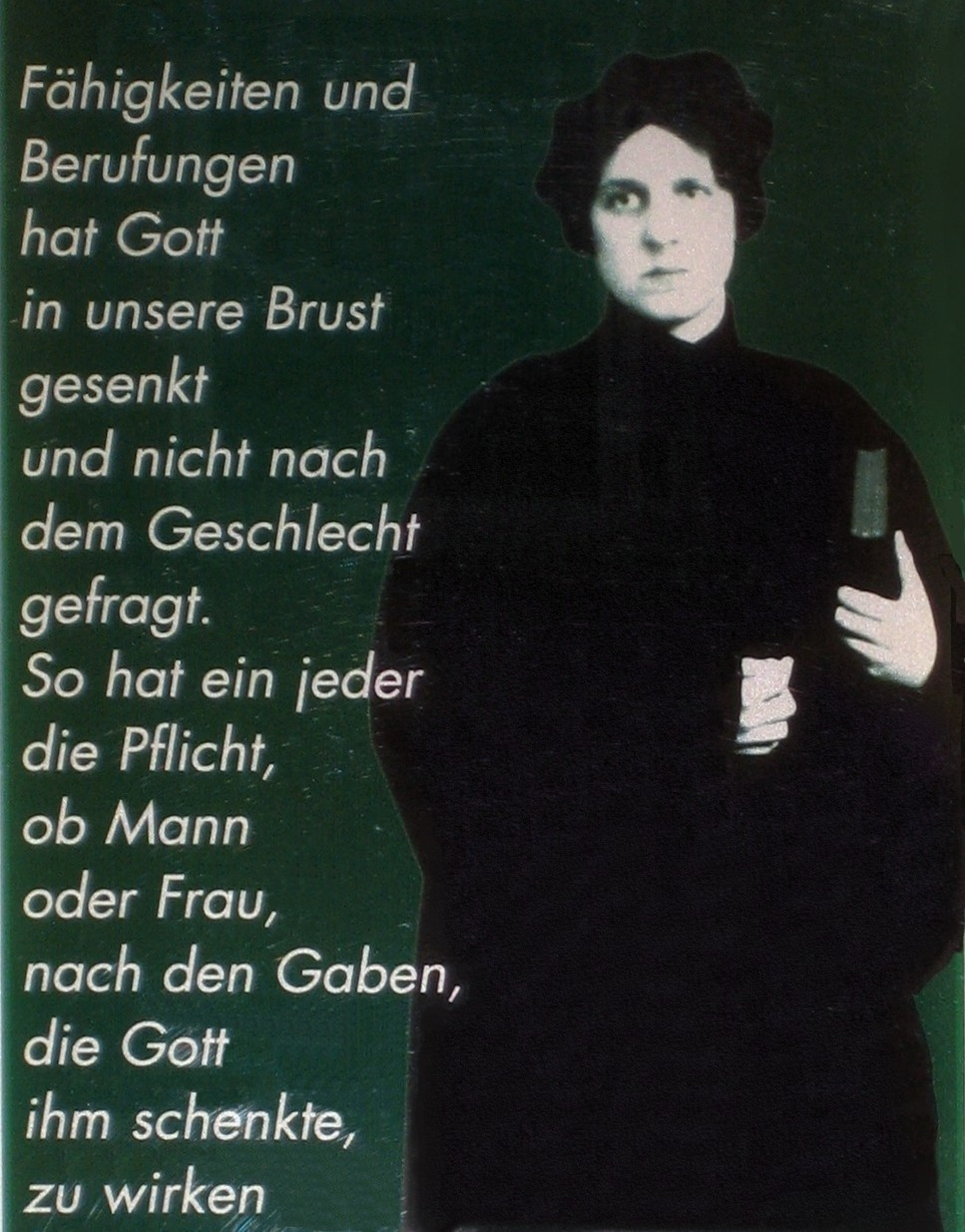
Regina Jonas, prima donna ordinata rabbino, in Germania nel 1935. Morì ad Auschwitz nel 1944.

Le donne rabbino sono donne ebree che hanno studiato la legge ebraica e hanno ricevuto l'ordinazione rabbinica. Negli anni '30 è stata ufficialmente ordinata la prima donna rabbino dei tempi moderni. Regina Jonas fu ordinata a Berlino nel 1935. La Jonas fu uccisa dai nazisti durante l'Olocausto e la sua esistenza rimase praticamente sconosciuta nei decenni successivi alla Seconda guerra mondiale. A partire dalla fine degli anni '60 e dall'inizio degli anni '70, gli sforzi per cambiare lo status quo delle donne cominciarono a guadagnare slancio e sostegno istituzionale. La Federazione Nazionale delle Sorelle del Tempio, guidata da Jane Evans, ha condotto una campagna pubblica per il riconoscimento delle donne rabbino. Dagli anni '70, più di 1.200 donne ebree sono state ordinate rabbino.
La situazione delle donne rabbino nell'ebraismo ortodosso è più complessa. Sebbene le donne ortodosse siano state ordinate rabbino, molte comunità e istituzioni ebraiche ortodosse tradizionali non accettano il cambiamento. In un approccio alternativo, alcune istituzioni ebraiche ortodosse formano le donne come studiose della Torah per vari ruoli di leadership religiosa ebraica. Questi ruoli spesso comportano la formazione delle donne come autorità religiose nella legge ebraica, ma senza l'ordinazione rabbinica formale, utilizzando invece titoli alternativi.
Le donne vengono ordinate rabbini dai seminari riformati, ricostruzionisti e conservatori, ma l'ebraismo ortodosso si oppone con decisione all'ordinazione di donne e comunque non considera valide le ordinazioni rabbiniche al di fuori dell'ortodossia. Con alcune rare eccezioni (vedi sotto), le donne storicamente non hanno officiato come rabbini fino all'epoca moderna. Oggi tutti i tipi di Ebraismo tranne quello ortodosso, consentono e hanno rabbini di sesso femminile.
Nell'Ebraismo ortodosso le donne non possono diventare rabbini, sebbene non ci sia proibizione alle donne di apprendere l'Halakhah che le riguarda, né sia per loro problematico affrontare questioni normative che coinvolgano la vita laica in generale. Il problema esiste piuttosto per la posizione del rabbino quale autorità comunitaria. Seguendo la lettera del Talmud, i decisori di Legge ebraica ritennero che alle donne non fosse permesso di servire in posizioni di autorità nelle comunità, come giudici o re. La posizione di rabbino ufficiale di una comunità, il mara de'atra ("maestro del luogo"), è stata in genere considerata nei responsa in tal modo. La decisione viene tuttora seguita nei circoli ortodossi e tradizionali, ma è stata mitigata in branche come quella conservatrice e riformata che sono meno restrittive nella loro aderenza alla legge ebraica tradizionale.
Ci sono stati rari casi di donne che officiavano da rabbini in secoli passati, come per esempio Asenath Barzani nel XVII secolo che servì come rabbino tra gli ebrei curdi. Hannah Rachel Verbermacher, nota anche come la "Vergine di Ludmir", fu rebbe chassidica nel XIX secolo, la sola rebbe donna nella storia del Chassidismo.
La prima donna ufficialmente ordinata rabbino fu Regina Jonas, in Germania nel 1935. Dal 1972, quando Sally Priesand è diventata il primo rabbino femmina dell'Ebraismo riformato, l‘Hebrew Union College ha ordinato 552 donne rabbino (al tutto il 2008).
Sandy Eisenberg Sasso è diventata il primo rabbino donna dell'Ebraismo ricostruzionista nel 1974 (una di 110 al 2006); Amy Eilberg è diventata il primo rabbino donna dell'Ebraismo conservatore nel 1985 (una di 177 al 2006). Lynn Gottlieb è diventata il primo rabbino donna del Rinnovamento giudaico nel 1981, e Tamara Kolton è diventata il primo rabbino (e quindi, dato che è una donna, il primo rabbino femmina) dell'Ebraismo umanistico nel 1999. Nel 2009 Alysa Stanton è diventata il primo rabbino femmina al mondo di estrazione afroamericana.
In Europa, il Leo Baeck College ha ordinato 30 donne rabbino al 2006 (su 158 ordinazioni in totale dal 1956), iniziando con Jackie Tabick nel 1975.
Il "Kohenet Institute", con sede presso il Centro Ebraico Isabella Freedman nel Connecticut, offre un corso di studio biennale per donne che vengono poi ordinate "sacerdotesse ebraiche". Kohenet è la variazione femminile di kohen, che significa "sacerdote". La formazione del Kohenet Institute comporta pratiche spirituali basate sul contatto con la natura che si crede risalgano al giudaismo prerabbinico, tempo in cui, secondo i fondatori di Kohenet, le donne assumevano più ruoli di leadership spirituale di quanto non ne assumano oggi. Una sacerdotessa ebraica può, secondo il Kohenet, agire come rabbino, ma i due ruoli non sono la stessa cosa.
La posizione consensuale dell'Ebraismo ortodosso è che le donne non sono eleggibili al rabbinato; le crescenti richieste che le yeshivah ortodosse ammettano le donne come studenti rabbinici hanno provocato una diffusa opposizione tra il rabbinato ortodosso. Rabbi Norman Lamm, uno dei leader dell'Ebraismo ortodosso moderno e Rosh Yeshivah del Seminario Teologico Isaac Elchanan presso la Yeshiva University, si oppone alla concessione della semikhah alle donne: "Sovverte i confini della tradizione e io non lo permetterei mai." Scrivendo un articolo sul quotidiano Jewish Observer, Moshe Y'chiail Friedman afferma che l'Ebraismo ortodosso proibisce alle donne di ricevere la semikhah e officiare come rabbini. Egli sostiene che la tendenza verso questo obiettivo è guidato dalla sociologia e non dall'Halakhah ("Legge ebraica"). Secondo quanto dice, l'idea è una "moda eccentrica". Nessuna associazione rabbinica ortodossa (int. al., Agudath Israel, Rabbinical Council of America, ecc.) ha permesso a donne di essere ordinate e usare il termine rabbi/rabbino.
Tuttavia, negli ultimi 20 anni l'Ebraismo ortodosso ha iniziato a sviluppare ruoli di tipo pastorale per le donne, come consulenti giudiziari halakhici e di congregazione. Il rabbino Aryeh Strikovski (della Machanaim Yeshiva e Pardes Institute) ha collaborato negli anni 1990 con il rabbino Avraham Shapira (in quel periodo rabbino capo di Israele) per avviare il programma per la formazione di donne ortodosse come Toanot halakhiche ("avvocatesse") nei tribunali rabbinici. Da allora sono state addestrate quasi settanta donne in Israele. Strikovski afferma che "La conoscenza richiesta per diventare un avvocato di tribunale è più di un'ordinazione regolare, e ora passare la certificazione è molto più difficile che ottenere l'ordinazione." Nel 2012 Ephraim Mirvis ha nominato Lauren Levin come primo consigliere halakhico ortodosso femminile della Gran Bretagna, presso la Sinagoga Finchley di Londra.
Alcune donne ebree ortodosse ora servono in congregazioni ebraiche ortodosse con ruoli che prima erano riservati agli uomini. Il parallelo femminile ebraico grammaticalmente corretto corrispondente al titolo maschile di rabbino è rabbanit (רבנית), a volte usato per le donne in questo ruolo. Sara Hurwitz, considerata da alcuni la prima donna nominata rabbino ortodosso, seguendo la corretta forma grammaticale ebraica femminile di rav (רב), ha utilizzato il titolo Rabba (רבה). Altre donne nella leadership ebraica, come Rachel Kohl Finegold e Lynn Kaye, non hanno titoli ufficiali, ma funzionano come de facto "rabbini assistenti".
In Israele, l'Istituto Shalom Hartman, fondato dal rabbino ortodosso David Hartman, ha inaugurato nel 2009 un programma che concede la semikhah a donne e uomini di qualsiasi corrente ebraica, incluso l'Ebraismo ortodosso, sebbene i relativi studenti debbano "assumere un ruolo di 'rabbini educatori' – e non rabbini del pulpito - nelle scuole comunitarie del Nordamerica. Sempre in Israele, un numero crescente di donne ortodosse vengono formate come yoatzot halakhah (consiglieri halakhici).
Nel 2013, la prima classe di sesso femminile di consiglieri halakhici formati per praticare negli Stati Uniti si è diplomata con una cerimonia a conclusione del programma yoetzet halakhah presso la Congregazione Sheartith Israele a Manhattan.
Rahel Berkovits, insegnante ortodossa di Talmud all'Istituto Pardes di Studi Ebraici di Gerusalemme, afferma che a seguito di tali modifiche nell'Ebraismo ortodosso moderno e haredi "le donne ortodosse fondano e guidano comunità di preghiera, difendono casi nei tribunali rabbinici, fanno consulenza su questioni halakhiche e dominano nelle attività di assistenza sociale che sono tutte associate al ruolo svolto dal rabbino, sebbene queste donne non ne abbiano il titolo ufficiale."

## Riconoscimento interconfessionale
Storicamente e fino ad oggi, il riconoscimento di un rabbino si basa sulla percezione di una data comunità circa la competenza del rabbino stesso di interpretare la legge ebraica e agire come insegnante su questioni centrali dell'Ebraismo. Più in generale, è anche una questione di essere un degno successore di un lascito sacro.
Di conseguenza, ci sono sempre stati dibattiti più o meno controversi sulla legittimità e autorità dei rabbini. Esempi storici includono i samaritani e i caraiti. Le divisioni tra le varie correnti religiose all'interno dell'Ebraismo hanno la loro manifestazione più pronunciata nella polemica se rabbini di un dato movimento riconoscano la legittimità o l'autorità dei rabbini di un altro.
Come regola generale dentro l'ortodossia e tra alcuni settori del movimento conservatore, i rabbini sono riluttanti ad accettare l'autorità di altri rabbini i cui standard halakhici non siano così severi come i propri. In alcuni casi, questo porta ad un rifiuto totale persino della legittimità di altri rabbini; in altri casi, il rabbino più indulgente può essere riconosciuto come leader spirituale di una particolare comunità, ma non essere accettato come autorità credibile della legge ebraica.
- L'istituzione rabbinica ortodossa rifiuta la validità dei rabbini conservatori, riformati e ricostruzionisti sulla base del fatto che gli insegnamenti dei loro movimenti sono in violazione dei principi tradizionali ebraici. Alcuni rabbini ortodossi moderni sono rispettosi verso i rabbini non ortodossi e si concentrano sui punti in comune, anche se non sono d'accordo sull'interpretazione di alcune aree dell'Halakhah o sull'autorità dell'Halakhah.
- I rabbini conservatori accettano la legittimità di rabbini ortodossi, anche se sono spesso critici delle posizioni ortodosse. Sebbene raramente facciano riferimento a decisioni halakhiche emessa da rabbini riformati o ricostruzionisti, accettano la legittimità della leadership religiosa di questi rabbini.
- I rabbini riformati e ricostruzionisti, sul presupposto che tutti i principali movimenti sono legittime espressioni dell'Ebraismo, accettano la legittimità della leadership di altri rabbini, anche se non accettano le loro opinioni sulla legge ebraica, dal momento che i riformati ed i ricostruzionisti rifiutano l'Halakhah come vincolante.

Questi dibattiti causano grandi problemi per il riconoscimento dei matrimoni ebraici, delle conversioni e per altre scelte di vita regolate dalla legge ebraica. I rabbini ortodossi non riconoscono le conversioni effettuate dai rabbini non ortodossi. I rabbini conservatori riconoscono tutte le conversioni fatte secondo l'Halakhah. Infine, i movimenti nordamericani dei riformati e dei ricostruzionisti riconoscono la patrilinearità, in determinate circostanze, come una base valida per essere considerati ebrei, mentre i conservatori e gli ortodossi mantengono la posizione espressa nel Talmud e nei codici che si può essere ebrei solo attraverso la matrilinearità (nati da madre ebrea) o con conversione all'ebraismo.